# 비커밍 제인
《비커밍 제인》(영어: Becoming Jane)는 제인 오스틴의 삶을 주제로 한 2007년 제작된 영국, 아일랜드, 미국의 영화이다.

## 출연
- 앤 해서웨이 : 제인 오스틴 역
- 제임스 매커보이 : 톰 러프로이 역
- 줄리 월터스 : 오스틴 부인 역
- 제임스 크롬웰 : 조지 오스틴 역
- 매기 스미스 : 그레셤 부인 역
- 애나 맥스웰 마틴 : 커샌드라 오스틴 역
- 로런스 폭스 : 위슬리 씨 역
- 크리스 맥할렘 : 커티스 씨 역
- 이언 리처드슨 : 랭로이스 판사 역
- 제시카 애슈워스 : 루시 러프로이 역
- 조 앤더슨 : 헨리 오스틴 역
- 루시 코후 : 엘리자 드 퓨일라이드 역
- 레오 빌 : 존 워렌 역
- 엘리너 메스븐 : 미시즈 르프로이 역
- 마이클 제임스 포드 : 미스터 르프로이 역
- 크리스 맥핼렘 : 미스터 커티스 역

## KBS 성우진 (2009년 2월 28일)
- 정미숙 - 제인 오스틴(앤 해서웨이)
- 양석정 - 톰 리프로이(제임스 매커보이)
- 김정희 - 오스틴 부인(줄리 월터스)
- 이근욱 - 오스틴 목사(제임스 크롬웰)
- 이선영 - 그레샴 부인(매기 스미스)
- 최흘 - 판사(이언 리처드슨)
- 송덕희 - 엘리자(루시 코후)
- 정옥주 - 루시 엄마(엘리노어 매쓰번)
- 오인성 - 위슬리(로런스 폭스)
- 정훈석 - 존(리오 빌)
- 윤동기 - 헨리 오스틴(조 앤더슨)
- 장승길 - 리프로이(마이클 제임스 포드)
- 이현주 - 루시(제시카 애슈워스)

### KBS판 스태프
- 녹음 - 백광재
- 그래픽 - 권미정
- 편집 - 황인규
- 번역 - 이진희
- 연출 - 김웅종
- 우리말제작 - KBS 미디어